# نادي جاورس دي لارا لكرة السلة
نادي جاورس دي لارا لكرة السلة (بالإسبانية: Guaros de Lara)‏ هو فريق كرة سلة فنزويلي للمحترفين تأسس في سنة 2003 يرأسه خورخي هيرنانديز فيرنانديز. يلعب في الدوري الفنزويلي لكرة السلة ودوري الأمريكتين لكرة السلة. من أبرز اللاعبين الذين لعبوا معه داميان ويلكنز.

## الإنجازات

### المنافسات الأمريكية
- كأس القارات لكرة السلة

البطولة (1):  2016

### مسابقات عالمية
- دوري الأمريكتين لكرة السلة

البطولة (1):  2016

## وصلات خارجية
- الموقع الرسمي